# Routledge (apellido)
Routledge es un apellido anglo-escocés.

## Variantes
Las variantes ortográficas más comunes del apellido son Rutledge, Ratledge, Ruttledge y Rutlidge. Otras variantes están atestiguadas en registros históricos.

## Historia

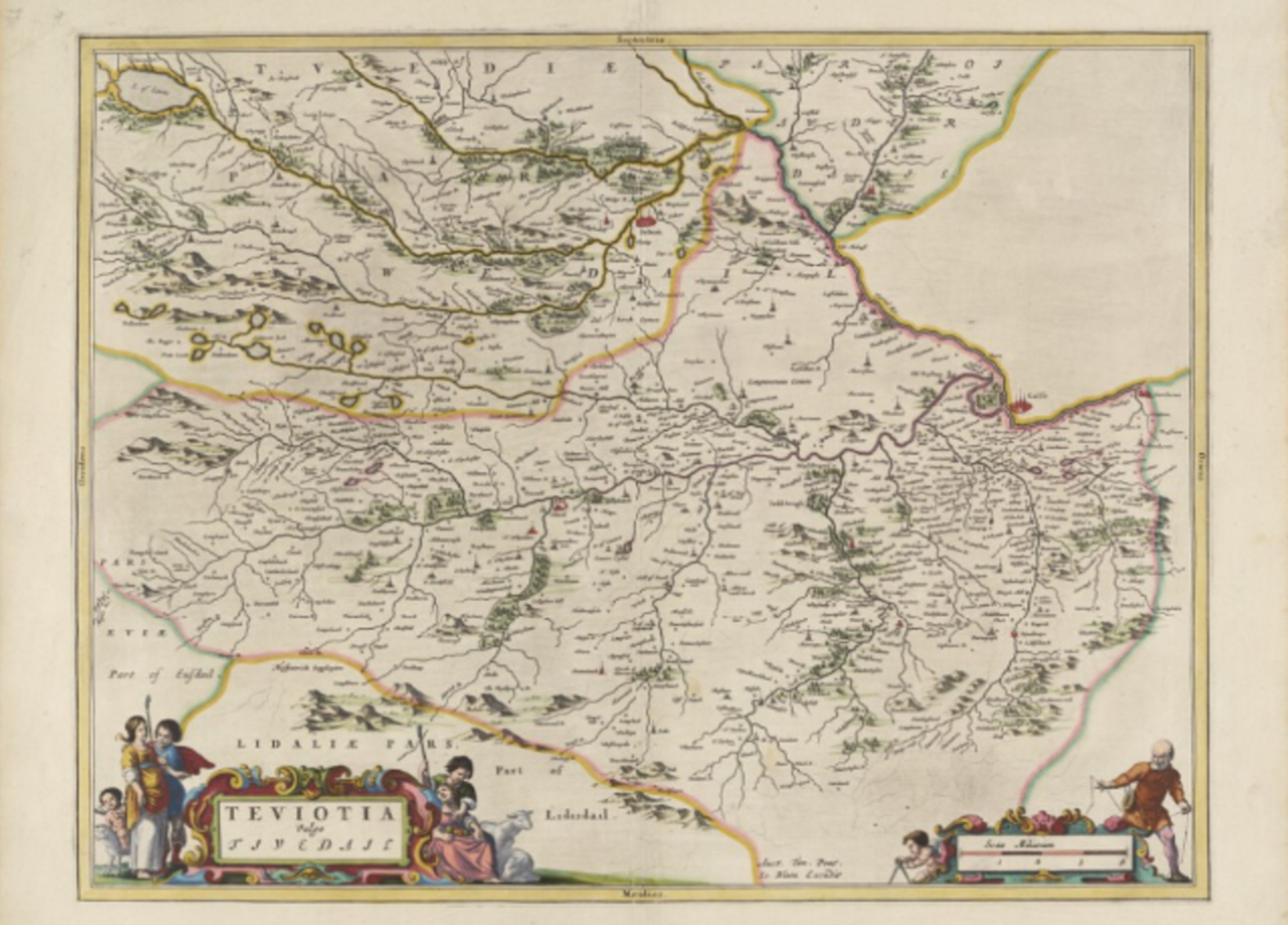
Se ha descrito la presencia del apellido Routledge y variantes en localidades de los condados de Roxburghshire (Hawick, Trows y Cavers) y Branxholm.

El apellido se registró por primera vez en el siglo XV en Escocia a lo largo del frontera anglo-escocesa, en Liddesdale y los pueblos de Roxburgo, Hawick y Cavers, cerca del río Teviot. Los primeros Routledges fueron caballeros de frontera. En el siglo XVI, después de que sus tierras fueran destruidas en el Rough Wooing, algunas familia huyeron al otro lado de la frontera y se instalaron en ciudades como Kilham, Northumberland y Bewcastle y Lanercost, Cumberland. En el siglo XVII, se enviaron algunos soldados fronterizos al Úlster. De Irlanda, algunos emigraron a América del Norte y Francia en el siglo XVII, y más tarde a Australia, a finales del siglo XVIII.

## Distribución geográfica
Hay aproximadamente 7.100 Routledges en todo el mundo, aunque la mayoría residen en Inglaterra (4.500). En Inglaterra, la mayor concentración de Routledges se encuentra en el norte, en Cumbria, Northumberland, Tyne y Wear y el Condado de Durham. En el resto de países de la órbita británica existen registrados varias centenas: Canadá (890), Estados Unidos (580), Australia (540) y Escocia (220).
La variante Rutledge se hizo común en los Estados Unidos (35.000), de las 41.000 personas que llevan el nombre en todo el mundo. Otros países son: Canadá (2.900), Australia (1.000), Inglaterra (620), Nueva Zelanda (350), Irlanda (220) e Irlanda del Norte (200).
1.200 personas se llaman Ratledge en el mundo, 990 de las cuales se encuentran en los Estados Unidos (en Inglaterra solo hay 180 portadores).
Por último, 430 personas se llaman Ruttledge, con doble te, sobre todo en Irlanda (140), Inglaterra (130) y Estados Unidos (110).

## Personajes conocidos

### Actores
- Alison Routledge, Nueva Zelanda
- Anna Mae Routledge, Canadá
- Ian Routledge, personaje de la opera Home and Away
- Jordan Routledge, Reino Unido
- Patricia Routledge, Reino Unido

### Políticos
- Edmund Routledge (1843–1899), Reino Unido
- George Albert Routledge (1855–1924), Canadá
- Janet Routledge, Canadá
- Nozizwe Madlala-Routledge (1952-), Sudáfrica

### Científicos
- Donald Routledge Hill (1922–1994), ingeniero e historiador estadounidense
- Joshua Routledge, (1773–1829), ingeniero inglés
- Katherine Routledge (1866–1935), English archaeologist, surveyor of Easter Island
- Norman Routledge (1928–2013), matemático inglés
- William Scoresby Routledge (1859–1939), antropólogo inglés

### Deportistas
- Ben Fisk-Routledge (1993-), futbolista canadiense
- Bill Routledge (1907–1972), futbolista inglés
- Jon Routledge (1989-), futbolista inglés
- Raymond Routledge (1931–2008), esculturista estadounidense, Mr. América
- Thomas Routledge (1867–1927), jugador de críquet inglés
- Wayne Routledge (1985-), futbolista inglés

### Otros
- George Routledge (1812–1888), publicista inglés
- Miles Routledge (1999-), escritor inglés
- William Routledge (1770–1843), sacerdote episcopaliano